# Boryty
Boryty (niem. Boritten) – wieś w Polsce położona w województwie warmińsko-mazurskim, w powiecie bartoszyckim, w gminie Sępopol. W latach 1975–1998 miejscowość administracyjnie należała do województwa olsztyńskiego.

## Historia
W 1889 r. folwark Boryty należał do majątku ziemskiego Langanki i należał do junkierskiego rodu von Kunheim. W 1945 zamieszkał tu i prowadził indywidualne gospodarstwo rolne Franciszek Burek, działacz PPR. W 1983 r. w osadzie było 6 domów w zwartej zabudowie, mieszkało 46 osób.